# Comercial Norte
Comercial Norte é um bairro da cidade de Bayeux, estado da Paraíba.
Segundo o IBGE, no ano de 2010 residiam no bairro 6.278 pessoas, sendo 3.092 homens e 3186 mulheres.
O acesso ao bairro é feito pela BR-230 a João Pessoa.